# Paralimnophila (Paralimnophila) wataganensis
Paralimnophila (Paralimnophila) wataganensis is een tweevleugelige uit de familie steltmuggen (Limoniidae). De soort komt voor in het Australaziatisch gebied.